# Festival El Cencerro

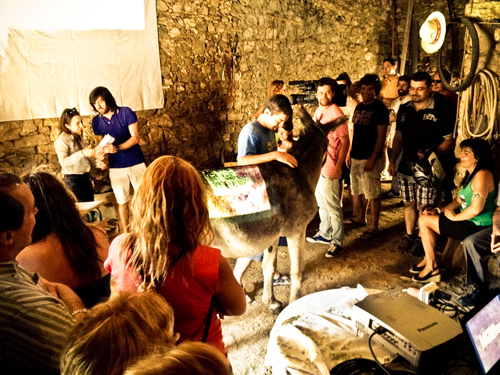
Ceremonia de entrega de premios en el pajar de Losana de Pirón, enmarcada en la celebación de El Cencerro Rural Ad Festival.

El Cencerro Rural Ad Festival es un festival no lucrativo de publicidad rural  que se celebra en Losana de Pirón, pedanía del municipio de Torreiglesias en la provincia de Segovia.
El festival nace con la intención de dar cabida a aquellas creaciones publicitarias que hagan alusión a productos agrícolas o artesanales, a la vida en los pueblos o a la propia realidad rural de sus habitantes. Por otro lado pretende constituir un empuje a la sostenibilidad en el medio rural, contribuyendo al desarrollo de la localidad donde se celebra y sus alrededores además de generar cobertura mediática a alojamientos rurales, productos artesanales u otras empresas relacionadas con al ámbito rural.
El festival presenta dos categorías de participación:
- Agencia: que admite piezas que hayan sido publicadas con anterioridad.
- Paella: en la cual se valoran piezas realizadas por los participantes de acuerdo a un briefing que se publica previamente a la celebración del festival y que guarda relación con algún producto agrícola, ganadero,  artesanal o relativo a la vida en el campo.

La primera edición de El Cencerro tuvo lugar el 30 de junio de 2012.